# Fei (artista)
Wang Feifei, (chinês simplificado: 王霏霏, pinyin: Wáng Fēifēi, em coreano: 왕페이페이; nascida em 27 de abril de 1987) conhecida apenas como Fei, é uma cantora, atriz, apresentadora e modelo chinesa. Ela é popularmente conhecida por ter sido integrante do grupo sul-coreano miss A. Fei fez sua estreia como artista solo em julho de 2016, com o single Fantasy.

## Biografia
Ela nasceu em Haikou, Hainan, na China. Estuda atualmente no Instituto de Artes de Seul (Seoul Institute of the Arts), juntamente com sua colega Jia do Miss A e Nana do After School. Foi integrante da versão chinesa do Wonder Girls, 'Sisters'. Em 2016, estreou sua carreira como solista com seu primeiro extended play, Fantasy.

## Discografia

### Singles
| Título                                                                                   | Ano  | Melhores posições nas paradas | Melhores posições nas paradas | Vendas              | Álbum                |
| Título                                                                                   | Ano  | KOR                           | US World                      | Vendas              | Álbum                |
| ---------------------------------------------------------------------------------------- | ---- | ----------------------------- | ----------------------------- | ------------------- | -------------------- |
| "Always Be Here"                                                                         | 2014 | —                             | —                             |                     | Lançamento sem álbum |
| "Fantasy"                                                                                | 2016 | 154                           | 6                             | - KOR (DL): 10,260+ | Lançamento sem álbum |
| "—" indica lançamentos que não figuraram nas paradas ou não foram lançados nessa região. |      |                               |                               |                     |                      |

### Trilhas sonoras
| Título                                                                                   | Ano  | Melhores posições nas paradas | Álbum          |
| Título                                                                                   | Ano  | KOR                           | Álbum          |
| ---------------------------------------------------------------------------------------- | ---- | ----------------------------- | -------------- |
| "One Summer Night" (feat. Jo Kwon)                                                       | 2014 | 49                            | Temptation OST |
| "—" indica lançamentos que não figuraram nas paradas ou não foram lançados nessa região. |      |                               |                |

### Outras canções cartografadas
| Título                                                                                   | Ano  | Melhores posições nas paradas | Álbum   |
| Título                                                                                   | Ano  | CHN Billboard V Chart         | Álbum   |
| ---------------------------------------------------------------------------------------- | ---- | ----------------------------- | ------- |
| "One More Kiss"                                                                          | 2016 | 11                            | Fantasy |
| "—" indica lançamentos que não figuraram nas paradas ou não foram lançados nessa região. |      |                               |         |

## Filmografia

### Filmes
| Ano  | Título      | Papel | Notas           |
| ---- | ----------- | ----- | --------------- |
| 2016 | Select Game | ASA   | Papel principal |

### Dramas
| Ano  | Título       | Papel                                                          | Rede de TV                |
| ---- | ------------ | -------------------------------------------------------------- | ------------------------- |
| 2011 | Dream High   | Participação especial como uma dançarina de flash mob (ep. 16) | KBS2                      |
| 2012 | Dream High 2 | Participação especial como ela mesma (ep. 15)                  | KBS2                      |
| 2014 | Temptation   | Jenny                                                          | SBS                       |
| ASA  | Swan         | Woods                                                          | Web drama, papel de apoio |

### Programas de variedades
| Ano  | Título               | Papel                            | Rede de TV |
| ---- | -------------------- | -------------------------------- | ---------- |
| 2010 | Flower Bouquet       | Convidada com miss A             | MBC        |
| 2012 | Gag Concert          | Participação especial com miss A | KBS        |
| 2012 | 1 vs. 100            | Convidada com Suzy e Hongki      | KBS        |
| 2012 | Everyone Weekly Idol | Convidada com miss A             | MBC        |

### Aparições em vídeos musicais
| Ano  | Título da canção | Artista               |
| ---- | ---------------- | --------------------- |
| 2009 | "My Color"       | 2PM                   |
| 2010 | "This Christmas" | JYP Nation            |
| 2011 | "I Love You"     | Huh Gong & Hoony Hoon |

## Prêmios e indicações
| Ano  | Premiação                    | Categoria                           | Trabalho indicado       | Resultado |
| ---- | ---------------------------- | ----------------------------------- | ----------------------- | --------- |
| 2013 | Dancing with the Stars 3     | 1ª posição                          | —                       | Venceu    |
| 2013 | Master Chef Korea Celebrity  | 2ª posição                          | —                       | Venceu    |
| 2014 | Cook King Korea              | 2ª posição                          | —                       | Venceu    |
| 2015 | 9th SBS Entertainment Awards | Prêmio de Melhor Trabalho em Equipe | Fists of Shaolin Temple | Venceu    |
| 2016 | China Trends Health Awards   | Prêmio Líder em Saúde               | —                       | Venceu    |